# Titluri onorifice în muzică
Titlurile onorifice sunt folosite de către admiratori și mass-media, pentru a descrie importanța majoră a unui artist muzical în cultura populară. Acestea sunt adesea de ordin religios, familial sau, cel mai frecvent, regal și aristocratic. Titlurile onorifice au fost prezente în muzica clasică din Europa încă de la începutul secolului al XIX-lea, compozitori precum Mozart și Bach fiind numiți „Părinți ai muzicii moderne”. De asemenea, ele au fost deosebit de importante în cultura afro-americană în perioada de după Războiul Civil, ca mijloc de a conferi un statut care fusese negat de sclavie și, ca urmare, au intrat în muzica jazz și blues timpurie, incluzând figuri precum Duke Ellington și Count Basie.
În cultura americană, în ciuda constituției și ideologiei republicane, apelativele onorifice de tipul rege sau regină au fost folosite pentru a descrie personalități de frunte în diverse domenii de activitate, cum ar fi comerțul sau sportul; titlurile de părinte/tată sau mamă au fost folosite pentru pionieri sau inovatori. În anii 1930 și 1940, pe măsură ce muzica jazz și swing câștiga popularitate, artiștii albi Paul Whiteman și Benny Goodman, care au avut mai mult succes comercial, au fost cei care au devenit cunoscuți ca „Regele jazzului” și, respectiv, „Regele swingului”, în ciuda faptului că existau artiști afro-americani contemporani mai apreciați.
Aceste tipare de desemnare au fost transferate la muzica rock and roll atunci când acesta a luat naștere, în anii 1950. Titlul notoriu de „Rege al muzicii rock 'n' roll” a fost asociat cel mai mult cu Elvis Presley. Au existat similitudini în alte genuri, spre exemplu solista Aretha Franklin, care a fost încoronată pe scenă în 1968 drept „Regina muzicii soul”; Michael Jackson și Madonna au fost asociați cu termenii „Regele și Regina muzicii pop” începând cu anii 1980.

## Exemple notabile

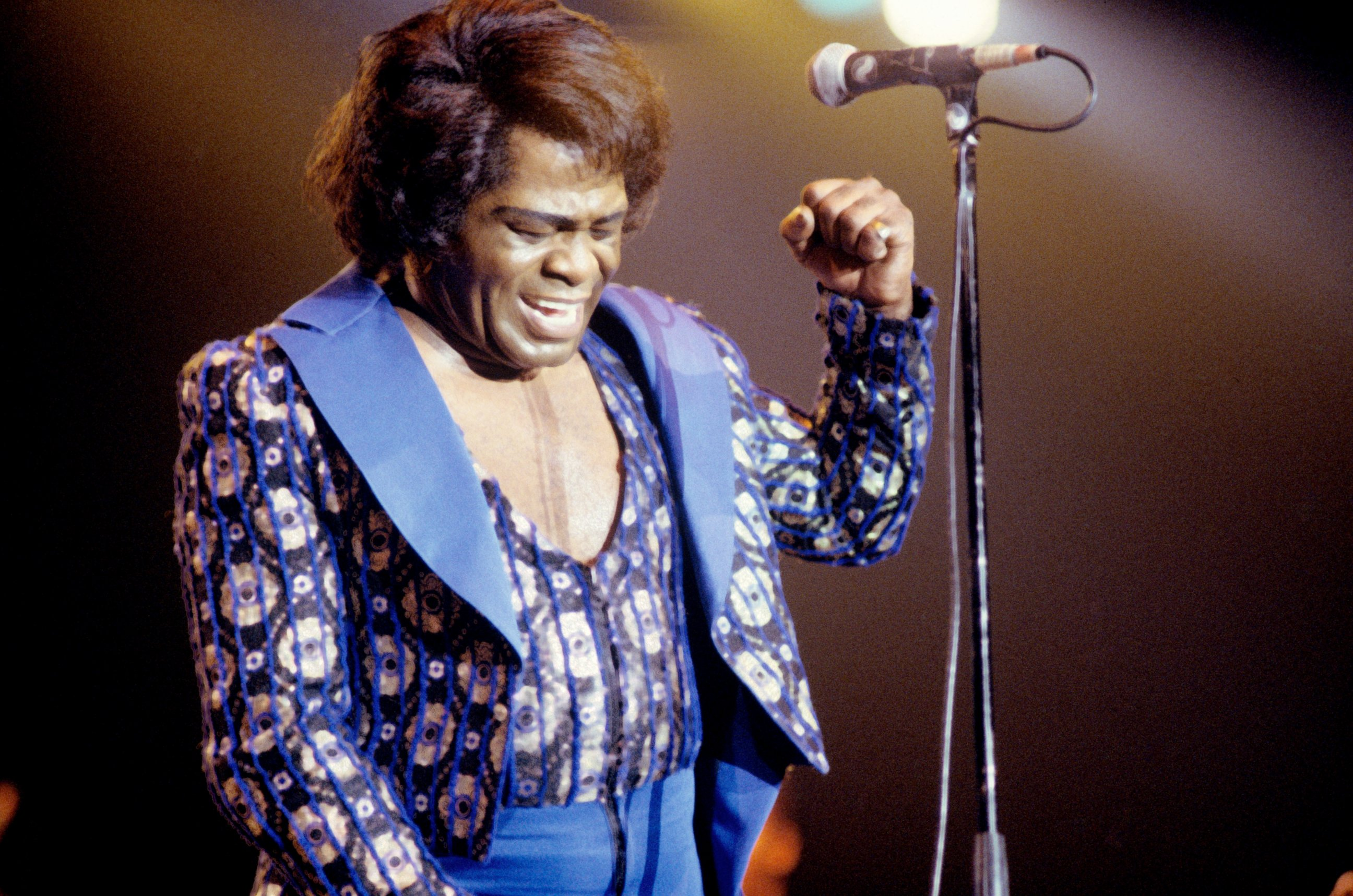
James Brown este supranumit „Părintele muzicii soul”.

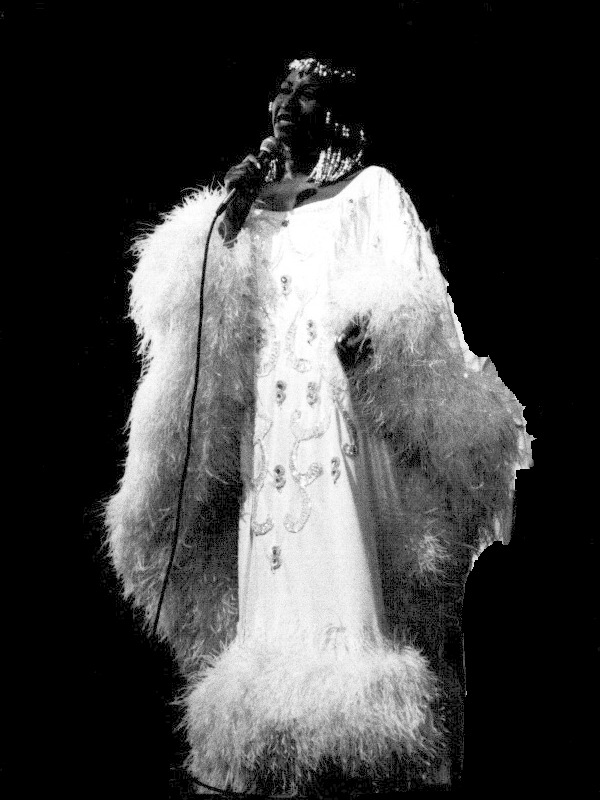
Celia Cruz este supranumită „Regina muzicii salsa”.

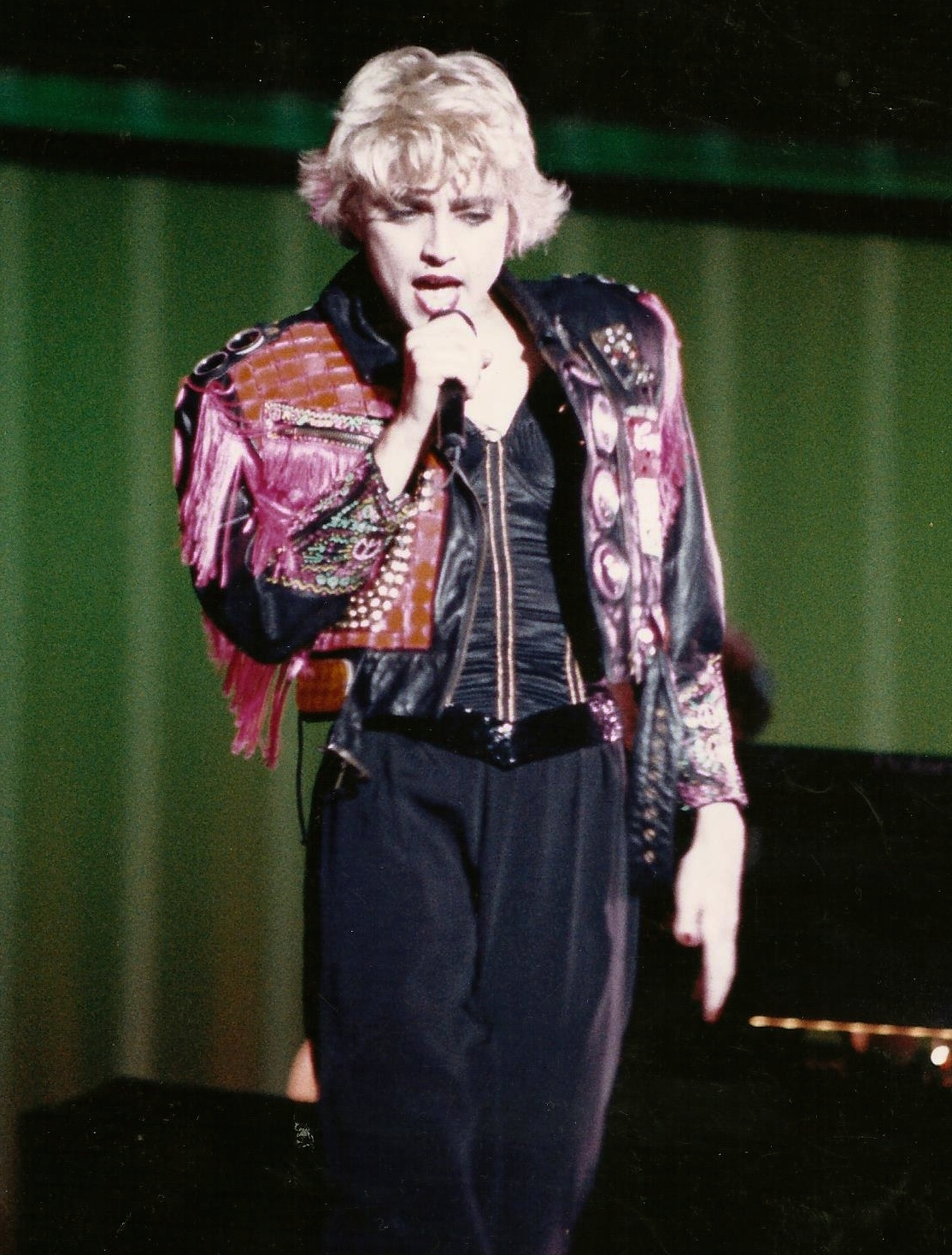
Madonna este cunoscută ca „Regina muzicii pop”.

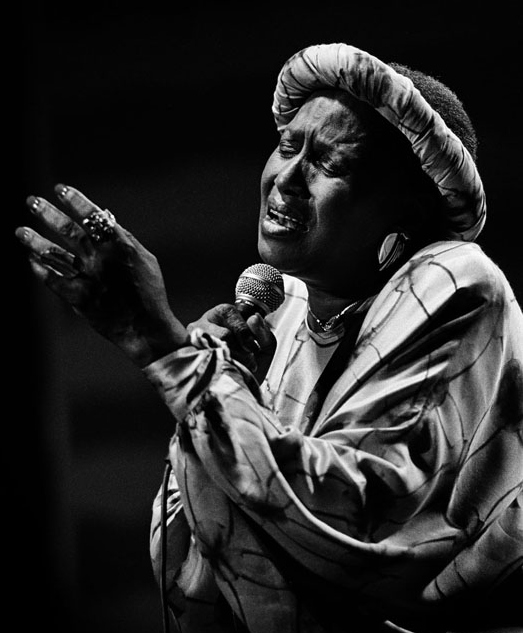
Miriam Makeba este cunoscută ca „Mama Africa”.

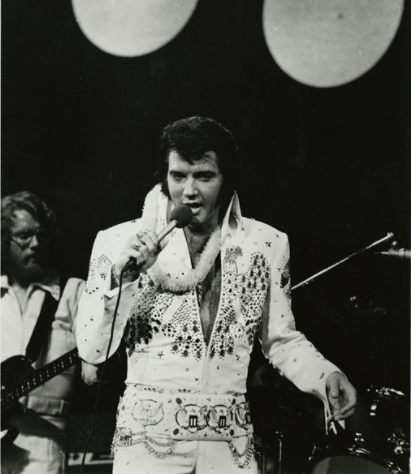
Elvis Presley este considerat „Regele muzicii rock and roll”.

| Artist                   | Titlu onorific                  | Țară                 | Note                       |
| ------------------------ | ------------------------------- | -------------------- | -------------------------- |
| Louis Armstrong          | Regele muzicii jazz             | Statele Unite        | [ 12 ]                     |
| Erykah Badu              | Regina muzicii neo-soul         | Statele Unite        | [ 13 ]                     |
| Joan Baez                | Regina muzicii folk             | Statele Unite        | [ 14 ] [ 15 ]              |
| Harry Belafonte          | Regele muzicii calypso          | Statele Unite        | [ 16 ] [ 17 ]              |
| Chuck Berry              | Părintele muzicii rock and roll | Statele Unite        | [ 18 ]                     |
| Justin Bieber            | Prințul muzicii pop             | Canada               | [ 19 ]                     |
| Mary J. Blige            | Regina muzicii hip-hop soul     | Statele Unite        | [ 20 ] [ 21 ]              |
| BoA                      | Regina muzicii K-pop            | Coreea de Sud        | [ 22 ] [ 23 ]              |
| James Brown              | Părintele muzicii soul          | Statele Unite        | [ 24 ] [ 25 ]              |
| Ruth Brown               | Regina muzicii R&B              | Statele Unite        | [ 26 ]                     |
| Maria Callas             | Divina                          | Statele Unite        | [ 27 ] [ 28 ] [ 29 ]       |
| Mariah Carey             | Regina muzicii de Crăciun       | Statele Unite        | [ 30 ]                     |
| Cher                     | Zeița muzicii pop               | Statele Unite        | [ 31 ] [ 32 ]              |
| Sam Cooke                | Regele muzicii soul             | Statele Unite        | [ 33 ]                     |
| Lady Gaga                | Prințesa muzicii pop            | Statele Unite        | [ 34 ]                     |
| Celia Cruz               | Regina muzicii salsa            | Cuba                 | [ 35 ]                     |
| Daddy Yankee             | Regele muzicii reggaeton        | Puerto Rico          | [ 36 ] [ 37 ]              |
| Bob Dylan                | Regele muzicii folk             | Statele Unite        |                            |
| Eminem                   | Regele muzicii rap              | Statele Unite        | [ 38 ]                     |
| Ella Fitzgerald          | Prima-doamnă a cântecului       | Statele Unite        | [ 39 ] [ 40 ]              |
| Aretha Franklin          | Regina muzicii soul             | Statele Unite        | [ 41 ] [ 42 ] [ 43 ]       |
| Whitney Houston          | Vocea (en.: The Voice)          | Statele Unite        | [ 44 ]                     |
| Mahalia Jackson          | Regina muzicii gospel           | Statele Unite        | [ 45 ]                     |
| Michael Jackson          | Regele muzicii pop              | Statele Unite        | [ 46 ] [ 47 ]              |
| Grace Jones              | Regina cluburilor gay           | Jamaica              | [ 48 ]                     |
| Chaka Khan               | Regina muzicii funk             | Statele Unite        | [ 49 ]                     |
| B.B. King                | Regele muzicii blues            | Statele Unite        | [ 50 ]                     |
| Gladys Knight            | Împărăteasa muzicii soul        | Statele Unite        | [ 51 ] [ 52 ] [ 53 ]       |
| Frankie Knuckles         | Părintele muzicii house         | Statele Unite        | [ 54 ]                     |
| Umm Kulthum              | Steaua estului                  | Egipt                | [ 55 ]                     |
| Avril Lavigne            | Regina muzicii pop punk         | Canada               | [ 56 ]                     |
| Madonna                  | Regina muzicii pop              | Statele Unite        | [ 57 ]                     |
| Miriam Makeba            | Mama Africa                     | Africa de Sud        | [ 58 ]                     |
| Lata Mangeshkar          | Regina melodiei                 | India                | [ 59 ]                     |
| Bob Marley               | Regele muzicii reggae           | Jamaica              | [ 60 ] [ 61 ]              |
| Nicki Minaj              | Regina muzicii rap              | Trinidad și Tobago   | [ 62 ]                     |
| Ichirō Mizuki            | Împăratul cântecelor anime      | Japonia              | [ 63 ] [ 64 ]              |
| Giorgio Moroder          | Părintele muzicii disco         | Italia               | [ 65 ]                     |
| Ozzy Osbourne            | Părintele muzicii heavy metal   | Regatul Unit         | [ 66 ]                     |
| Dolly Parton             | Regina muzicii country          | Statele Unite        | [ 67 ]                     |
| Iggy Pop                 | Părintele muzicii punk rock     | Statele Unite        | [ 68 ] [ 69 ]              |
| Elvis Presley            | Regele muzicii rock and roll    | Statele Unite        | [ 70 ] [ 71 ] [ 72 ] [ 7 ] |
| Milly Quezada            | Regina muzicii merengue         | Republica Dominicană | [ 73 ]                     |
| Ma Rainey                | Mama muzicii blues              | Statele Unite        | [ 74 ]                     |
| Amália Rodrigues         | Regina muzicii fado             | Portugalia           | [ 75 ]                     |
| Selena Quintanilla-Pérez | Regina muzicii tejano           | Statele Unite        | [ 76 ]                     |
| Shakira                  | Regina muzicii latino           | Columbia             | [ 77 ]                     |
| Bessie Smith             | Împărăteasa muzicii blues       | Statele Unite        | [ 78 ]                     |
| Britney Spears           | Prințesa muzicii pop            | Statele Unite        | [ 79 ] [ 80 ]              |
| George Strait            | Regele muzicii country          | Statele Unite        | [ 81 ]                     |
| Yma Sumac                | Regina muzicii exotice          | Peru                 | [ 82 ]                     |
| Donna Summer             | Regina muzicii disco            | Statele Unite        | [ 79 ]                     |
| Tina Turner              | Regina muzicii rock and roll    | Statele Unite        | [ 79 ] [ 83 ]              |